# Challenge Desgrange-Colombo 1950
Navigation
Édition précédente Édition suivante
Le Challenge Desgrange-Colombo 1950 est la troisième édition de ce classement de régularité de cyclisme sur route international. 
On retrouve au calendrier les 10 mêmes manches que l'édition précédente. Les coureurs doivent avoir participé à au moins une des trois courses dans chaque pays organisateur (Belgique, France et Italie) pour apparaître au classement final, tandis que la participation au Tour de Suisse n'est pas obligatoire. Le barème évolue, puisque des points sont attribués sur chaque épreuve aux 15 premiers et non plus aux 25 premiers.
Le lauréat est le Suisse Ferdi Kübler, qui remporte le Tour de France et se classe quatrième du Tour d'Italie. Le classement par pays est remporté pour la troisième fois consécutive par l'Italie.

## Barème
| Course/Classement               | 1er | 2e | 3e | 4e | 5e | 6e | 7e | 8e | 9e | 10e | 11e | 12e | 13e | 14e | 15e |
| ------------------------------- | --- | -- | -- | -- | -- | -- | -- | -- | -- | --- | --- | --- | --- | --- | --- |
| Tour d'Italie et Tour de France | 40  | 34 | 30 | 26 | 22 | 20 | 18 | 16 | 14 | 12  | 10  | 8   | 6   | 4   | 2   |
| Autres épreuves                 | 20  | 17 | 15 | 13 | 11 | 10 | 9  | 8  | 7  | 6   | 5   | 4   | 3   | 2   | 1   |

## Épreuves
| Date                | Course            | Pays             | Vainqueur           | Équipe             |
| ------------------- | ----------------- | ---------------- | ------------------- | ------------------ |
| 18 mars             | Milan-San Remo    | Italie           | Gino Bartali        | Bartali-Gardiol    |
| 2 avril             | Tour des Flandres | Belgique         | Fiorenzo Magni      | Wilier Triestina   |
| 9 avril             | Paris-Roubaix     | France           | Fausto Coppi        | Bianchi-Ursus      |
| 16 avril            | Paris-Bruxelles   | France/ Belgique | Rik Van Steenbergen | Mercier-Hutchinson |
| 1er mai             | Flèche wallonne   | Belgique         | Fausto Coppi        | Bianchi-Ursus      |
| 7 mai               | Paris-Tours       | France           | André Mahé          | Stella-Dunlop      |
| 24 mai-13 juin      | Tour d'Italie     | Italie           | Hugo Koblet         | Guerra-Ursus       |
| 24 juin-1er juillet | Tour de Suisse    | Suisse           | Hugo Koblet         | Cilo               |
| 13 juillet-7 août   | Tour de France    | France           | Ferdi Kübler        | Suisse             |
| 22 octobre          | Tour de Lombardie | Italie           | Renzo Soldani       | Thomann            |

## Classements finals

### Individuel
| Pos. | Coureur               | Équipe                             | Points |
| ---- | --------------------- | ---------------------------------- | ------ |
| 1    | Ferdi Kübler (SUI)    | Frejus et Tebag                    | 89     |
| 2    | Fiorenzo Magni (ITA)  | Wilier Triestina                   | 68     |
| 3    | Hugo Koblet (SUI)     | Guerra-Ursus et Cilo               | 60     |
| 4    | Fausto Coppi (ITA)    | Bianchi-Ursus                      | 56     |
| 5    | Gino Bartali (ITA)    | Bartali-Gardiol                    | 54     |
| 6    | Raymond Impanis (BEL) | Alcyon-Dunlop et Girardengo-Ursus  | 36     |
| 7    | Jean Kirchen (LUX)    | Garin-Wolber                       | 35     |
| 8    | Stan Ockers (BEL)     | Terrot-Wolber et Dera              | 34     |
| 9=   | Louison Bobet (FRA)   | Stella-Dunlop et Guerra-Ursus      | 32     |
| 9=   | Guy Lapébie (FRA)     | Mercier-R.Lapébie et Ganna-Superga | 32     |

### Pays
Pour le classement par pays, les points des cinq meilleurs coureurs par course sont additionnés.
| Pos. | Pays       | Points |
| ---- | ---------- | ------ |
| 1    | Italie     | 420    |
| 2    | France     | 349    |
| 3    | Belgique   | 300    |
| 4    | Suisse     | 176    |
| 5    | Luxembourg | 64     |